# Apocephalus melinus
Apocephalus melinus är en tvåvingeart som beskrevs av Brown 2000. Apocephalus melinus ingår i släktet Apocephalus och familjen puckelflugor.
Artens utbredningsområde är Colombia. Inga underarter finns listade i Catalogue of Life.